# Алексеевка (Машевский район)
Алексе́евка (укр. Олексі́ївка) — село, Старицковский сельский совет, Машевский район, Полтавская область, Украина.
Код КОАТУУ — 5323087203. Население по переписи 2001 года составляло 48 человек.

## Географическое положение
Село Алексеевка находится на расстоянии в 1,5 км от села Старицковка. Через село проходит автомобильная дорога Р-11.

## История
- 1900 — дата основания.